# 巡查
巡查是日本警察官的階級之一，為組織之中的最基層階級，地方公務員，同中華民國警察官等的警員位階。相當於自衛隊下士官的階級。

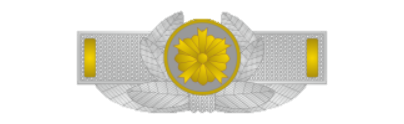
巡查的階級胸章

## 概要
巡查負責派出所與日常巡邏等工作，警察署的署員亦進行搜查等事務。通常經都道府縣的警察官採用考試所採用者，採用之後大多擔任巡查（有職務經驗者等則多採用為「特別捜查官」）。這時已經為警察官身分，除了大規模事件如日本航空123號班機墜落事故、淺間山莊事件等，會因後方支援的需要而出動，初入職者很少機會參與現場活動。

## 晉昇
巡查要晉昇至巡查部長，通常必須接受一年一度的昇任考試。亦有由署長推薦、通過選拔考試及因立大功而被特別昇任者，但不常出現。

## 補足
- 司法警察職員　司法警察職員中、有分為司法巡查與司法警察員：（刑事訴訟法第39条）
  - 司法警察員　原則上是巡查部長或以上階級的警察官（例外後述）。　
  - 司法巡査　巡查階級的警察官。
  - 例外：離島等駐在所員與専務課所屬捜査員等，部份巡查被付與司法警察員的權限。

## 相等職級
- 香港警察員佐級的警員、高級警員。
- 中華民國警察的一線三星警佐警員

## 有名之虛構人物
- 秋本治作品《烏龍派出所》：秋本麗子、中川圭一、寺井洋一
- 藤島康介作品《逮捕令 (漫画)》：小早川美幸、辻本夏實、二階堂賴子、葵雙葉
- 《相棒》中特命系成员，前法务省刑事局特别企划调查室室长冠城亘